# 藍線 (橫濱市營地下鐵)
藍線（日语： Burū Rain */?），舊稱「橫濱市高速鐵道1號線、3號線」，是日本橫濱市營地下鐵路線，連結神奈川縣藤澤市湘南台和橫濱市青葉區薊野。
藍線在原本的計劃中是兩條在關內站交匯的1號線和3號線，湘南台站至關內站為1號線，關內站至薊野站為3號線，但關內站非列車起迄站，所有列車皆直通兩線。營運初期雖然兩線的正式起點為關內站，實際的運行系統起點站為湘南台站。依《橫濱國際港都建設法》與《都市計畫法》等制定的都市高速鐵道名稱為「橫濱國際港都建設計畫都市高速鐵道第1號市營地下鐵1號線」、「藤澤都市計畫都市高速鐵道1號線」與「橫濱國際港都建設計畫都市高速鐵道第2號市營地下鐵3號線」。
因應4號線（現稱綠線）通車，交通局將擁有兩條地下鐵路線，因此自該線通車的2008年3月30日起正式使用公開招募的路線暱稱「藍線」，1號線和3號線的稱呼逐漸被淘汰，關內站一邊營運一邊逐步被改建以撤銷原本計劃的轉車站設計。藍色不僅是橫濱的代表色，也是自地下鐵通車起車輛與標示所使用的顏色。列車編號為B。

## 概要
本路線是從湘南台站經泉區南部、戶塚站、港南區 (日本)和港南區中心部、上大岡站、南區中心部至橫濱都心部的伊勢佐木町、關內、櫻木町、橫濱站。櫻木町位於野毛町與港未來地區中間，因此實際上貫穿了橫濱都心。接著從橫濱站經神奈川區中央部、新橫濱都心、港北新城至青葉區的薊野站。是以「コ字型」連通橫濱都心、副都心群與橫濱市郊的放射型鐵路。由於與眾多連結都心及市郊的各社私鐵路線交會，因此也具有接駁轉乘的機能。
與東京地下鐵銀座線、丸之內線一樣採用第三軌供電。本路線是日本目前最新一條採用第三軌供電的新建地下鐵路線，本路線通車之後的第三軌供電路線大多是既有路線的延伸，又或者是以直通運轉為目的所建設的路線，因此本線是日本目前最新一條純粹全新建設的第三軌供電地下鐵路線。
1972年通車時就已導入當時首都圈稀少的自動驗票閘門（當時首都圈僅導入於1973年開業的國鐵武藏野線12站、1979年開業的北總開發鐵道、以及其他公司少數實驗車站，首都圈正式導入是在國鐵民營化後的1990年以後）。2000年代全部車站都已完成月台門增設。
依據最初（1965年）的計畫，3號線路線為勝田（港北新城附近） - 新橫濱 - 橫濱站 - 伊勢佐木町 - 山下町 - 本牧，勝田可轉乘4號線（鶴見 - 綱島 - 勝田 - 元石川），橫濱可轉乘2號線（神奈川新町 - 橫濱站 - 藤棚 - 吉野町 - 瀧頭 - 屏風浦），伊勢佐木町可轉乘1號線（伊勢佐木町 - 上大岡 - 戶塚 - 湘南台）。但由於與首都高速道路的建設計畫重疊，伊勢佐木町站的預定地從尾上町改為現在的關內站，並設計成可與1號線直通運轉的方向別月台。而原先要從關內站延伸至本牧方向的計畫因為改成與1號線直通運轉而宣告中止。往本牧方向的路線之後演變成現在的橫濱高速鐵道港未來線。不過，現在若是要前往本牧、磯子方向，可直接在關內站轉乘根岸線。
3號線等之後通車的區間，其隧道多採用新奧工法，多處隧道的天花板較高。湘南台站路段與相鐵泉野線為2段式隧道構造。由於泉野線湘南台站啟用時間比本路線通車還早，因此泉野線在地下三層，本路線在地下二層。
3號線的三澤下町站至岸根公園站區間最初是規劃直線貫穿民有地下方，但因通過住宅下方將有噪音疑慮，於是改成現在的三澤上町 - 片倉町的道路下方路線（即便如此依然比JR線短900公尺）。然而，改道卻使得六角橋周邊商店街擔心客群流失，引發抗議運動。
本線是唯一連結橫濱站、櫻木町站、關內站等橫濱市都心，以及新橫濱站、薊野站、港北新城各站、上大岡站、戶塚站等副都心群的唯一鐵道，除了是彼此之間的交通路線外，也可促進橫濱市內人口分布平均化與市區一體化。
隨著港北新城計畫與4號線（綠線）計畫的進展，中心北與中心南兩站成為4號線轉乘站。由於該線將往南至中山站，3號線因此改成延伸至元石川。東急原先強烈要求將元石川設於多摩廣場站。但橫濱市則堅持設於薊野站。結果，橫濱市將3號線終點設於薊野站，然而東急並未配合增停田園都市線的快速（1996年4月廢止）與急行列車，使得使用人次大增的薊野站並未具有一般轉乘站的便利性。但在橫濱市的請求下，東急自藤丘站上行通過線設置工程完工後的2002年3月28日改點起增停急行（2007年4月5日增停準急）。
新羽 - 薊野間是以新市鎮鐵道補助金建設，因此嚴格來說該段不屬於地下鐵（另一個例子是神戶市營地下鐵西神·山手線名谷站 - 西神中央站段）。

## 路線資料
- 路線距離：40.4公里（地面路段：7.7公里）
  - 1號線：關內－湘南台 19.7公里
  - 3號線：關內－薊野 20.7公里
- 軌距：1,435毫米
- 站數：32個（包括起終點站）
  - 1號線：17
  - 3號線：16
    - （皆包含關內站）
- 複線路段：全線
- 電氣化路段：全線（直流750V第三軌供電）
- 地面路段：湘南台－立場段的一部分、上永谷前後、北新橫濱－薊野段的一部分
- 閉塞方式：車內信號式
- 營業最高速度：80公里/小時
- 編組節數：6節
- 車輛基地：上永谷檢車區（日语：上永谷車両基地）、新羽檢車區（日语：新羽車両基地）

## 運行形態
在1號線與3號線被藍線稱呼取代前兩線已經相互直通運轉，但也有薊野站 - 新橫濱站（3號線內）、湘南台站 - 上永谷站（1號線內）等區間列車存在，這兩類短途運轉在藍線名稱出現後已經不存在。其他依然存在的局部運轉包括午間時段每30分有一班湘南台站 - 薊野站的快速列車、兩班湘南台站 - 薊野站間的普通列車、一班踊場站 - 薊野站間的普通列車、一班湘南台站 - 新羽站間的普通列車。

### 車種

#### 快速
戶塚站 - 新羽站間以快速運行。此區間內僅停靠可轉乘其他路線的戶塚站、上大岡站、關內站、櫻木町站、橫濱站、新橫濱站與車輛基地所在站、並可實施緩急接續的上永谷站、新羽站。兩端區間的湘南台站 - 戶塚站間與新羽站 - 薊野站間全停。
原先的運行時段為平日的10至16點、週六日9點30分至20點30分。班距30分，1小時有2班（平日、週六日的15點，與週六日湘南台9點發車、薊野10點發車時段僅有一班）。全列車行駛湘南台站 - 薊野站區間。2017年3月4日起，週六日運行時段延長至20點30分。
全部列車實施緩急接續，兩方向列車皆可在上永谷站與踊場站起訖的普通列車接續，往湘南台列車可在新羽站與該站起迄的普通列車接續。
湘南台站 - 薊野站間（全線）的普通列車全程需花費69分鐘，快速列車可縮短至60分，其中戶塚站 - 關內站間約需17分鐘，橫濱站 - 新橫濱站間約需8分鐘。
車輛的方向顯示器與站內資訊看板以紅色■代表。
藍線是日本第一條，也是唯一一條運行優等列車的第三軌供電路線。

##### 優等列車導入過程
1972年開業時並未設定優等列車，四十年後的2012年開始研擬在2014年度導入優等列車。2014年宣布目標在2015年7月導入。2015年2月公布快速電車停靠站，湘南台 - 薊野間將可比各站停車縮短十分鐘，全程時間約60分鐘。
2015年5月13日，宣布在同年7月18日改點起導入快速列車。

#### 普通
午間時段每30分有兩班湘南台站 - 薊野站間的直通列車，以及各一班踊場站 - 薊野站間、湘南台站 - 新羽站間的區間列車。
踊場站起迄的區間普通列車會在上永谷站等待快速列車，新羽站起訖的普通列車則在該站與快速接續。
午間以外的時段僅全行駛普通列車，多數班次為薊野站 - 湘南台站間的直通列車，但早晨與深夜有車庫所在站新羽站、上永谷站起迄的出入庫班次，平日亦有薊野站 - 踊場站間的區間列車。此外，早晨還有一班橫濱發往薊野、一班新橫濱發往湘南台，深夜有數班薊野站 - 新橫濱站間的區間列車，並有一班往返湘南台站 - 上大岡站間的區間列車。
平日有1班、週六日有6班薊野往上永谷的列車在終點上永谷站與往湘南台列車接續。
車輛的方向顯示器與站內資訊看板以藍色■為主，3色LED車輛則使用綠色■代表。

## 一人控制
2007年12月15日起，藍線實施一人控制。對此，同年2月起各站開始設置月台門，4月起陸續啟用。此外，藍線亦在1月20日啟用ATO自動運行。
一人控制開始以前，車門與月台門由司機在控制台控制。
月台門啟用當時，車掌不在列車發車時吹哨，而是播放車輛的乘車廣播，同年11月起配合一人控制開始在各站導入發車鈴聲。
月台門以白色為基底，門上方有藍色色條裝飾。
進站廣播在綠線通車以前為「（列車進站）危險，請待在白線內側」（危ないですから、白線の内側にお下がり下さい），綠線通車後更改為「（列車進站）請注意」（ご注意ください）。優先席廣播也改為「搭乘市營地下鐵請禮讓座位」（市営地下鉄では、席のゆずりあいをお願いしています。）。
2015年3月14日更新自動廣播，除了加上車種，同時將「（列車進站）請注意」改為「請等待車門開啟」（ドアの前を広く開けて、お待ちください）。

## 沿革
- 1972年（昭和47年）12月16日 - 伊勢佐木長者町站 - 上大岡站間（1號線）通車。1000形車輛投入營運。
- 1976年（昭和51年）9月4日 - 上大岡站 - 上永谷站間（1號線）與伊勢佐木長者町站 - 關內站 - 橫濱站（1、3號線）間通車。1號線與3號線實施相互直通運轉。
- 1984年（昭和59年）9月 - 2000形車輛投入營運。
- 1985年（昭和60年）3月14日 - 上永谷站 - 舞岡站間（1號線）與橫濱站 - 新橫濱站間（3號線）通車。
- 1987年（昭和62年）5月24日 - 舞岡站 - 戶塚站間（1號線）が開業[14]。ただし戸塚駅は仮設駅としての開業。
- 1989年（平成元年）8月27日 - 戶塚站正式啟用。
- 1992年（平成4年）7月8日 - 3000形車輛投入營運。
- 1993年（平成5年）3月18日 - 新橫濱站 - 薊野站間（3號線）通車。
- 1999年（平成11年）8月29日 - 戶塚站 - 湘南台站間（1號線）通車。同時「新橫濱北站」更名為「北新橫濱站」[15]。
- 2002年（平成14年） - 導入車站號碼。同時配合開業30周年與2002年國際足協世界盃應援企劃，與參加國家數量相同的地下鐵車站分別使用不同國家的應援裝飾。
- 2003年（平成15年）
  - 7月1日 - 平日始發 - 9點的所有電車導入女性專用車輛（4號車）。
  - 12月1日 - 全日全席優先席[16]。是關東第一個進行試驗的鐵道業者。
- 2006年（平成18年）
  - 6月15日 - 橫濱市交通局決定將1號線與3號線合稱為「藍線」。
  - 12月16日 - 1000形、2000形除役。
- 2007年（平成19年）
  - 1月 - 配合列車一人控制化，各站開始設置月台門。受到工程影響，踊場、下飯田兩站變更停車位置。
  - 1月20日 - 導入ATO，開始自動運行。
  - 4月7日 - 薊野站成為第一座啟用月台門的車站。
  - 9月15日 - 全部車站啟用月台門。
  - 12月15日 - 開始一人控制。
- 2008年（平成20年）
  - 3月30日 - 綠線通車，路線名稱「藍線」正式啟用。
  - 12月31日-2009年（平成21年）1月1日 - 首次實施24小時營運（深夜全線以6往返列車營運）。
- 2012年（平成24年）7月 - 各車輛設置「博愛座」。同年9月全面實施[17]。
- 2015年（平成27年）
  - 2月3日 - 媒體公布快速列車停靠站。
  - 7月18日 - 改點，開始營運快速列車[12][13][18]。
- 2017年（平成29年）
  - 3月4日 - 週六日快速運行時段延長至20點30分[6]。
- 2019年（平成31年、令和元年）
  - 1月23日 - 橫濱市與川崎市簽定備忘錄，推動薊野站 - 新百合丘站間延伸工程[19]。
  - 6月6日：清晨自湘南台車站開往薊野車站的首班列車從下飯田車站開車後約100公尺處發生出軌事故，無人傷亡。事故原因是路線養護器材遺留在軌道上。[20]
- 2030年 - 薊野站 - 新百合丘站延伸段通車[21]。

## 車輛
藍線全部列車採用6輛編組，湘南台側為1號車，薊野側為6號車。一人控制後藍線統一使用3000形車輛。
車輛編號為四位數，個位（湘南台側為1）代表連結位置，百位與十位代表導入順序。

### 現有車輛
- 3000型 - 分為3000A形、3000N形、3000R形、3000S形、3000V形五種。3000S形使用已退役的2000形轉向架與儀表。2017年4月9日起，3000V形投入營運。3000V形的車門上方有液晶顯示器。

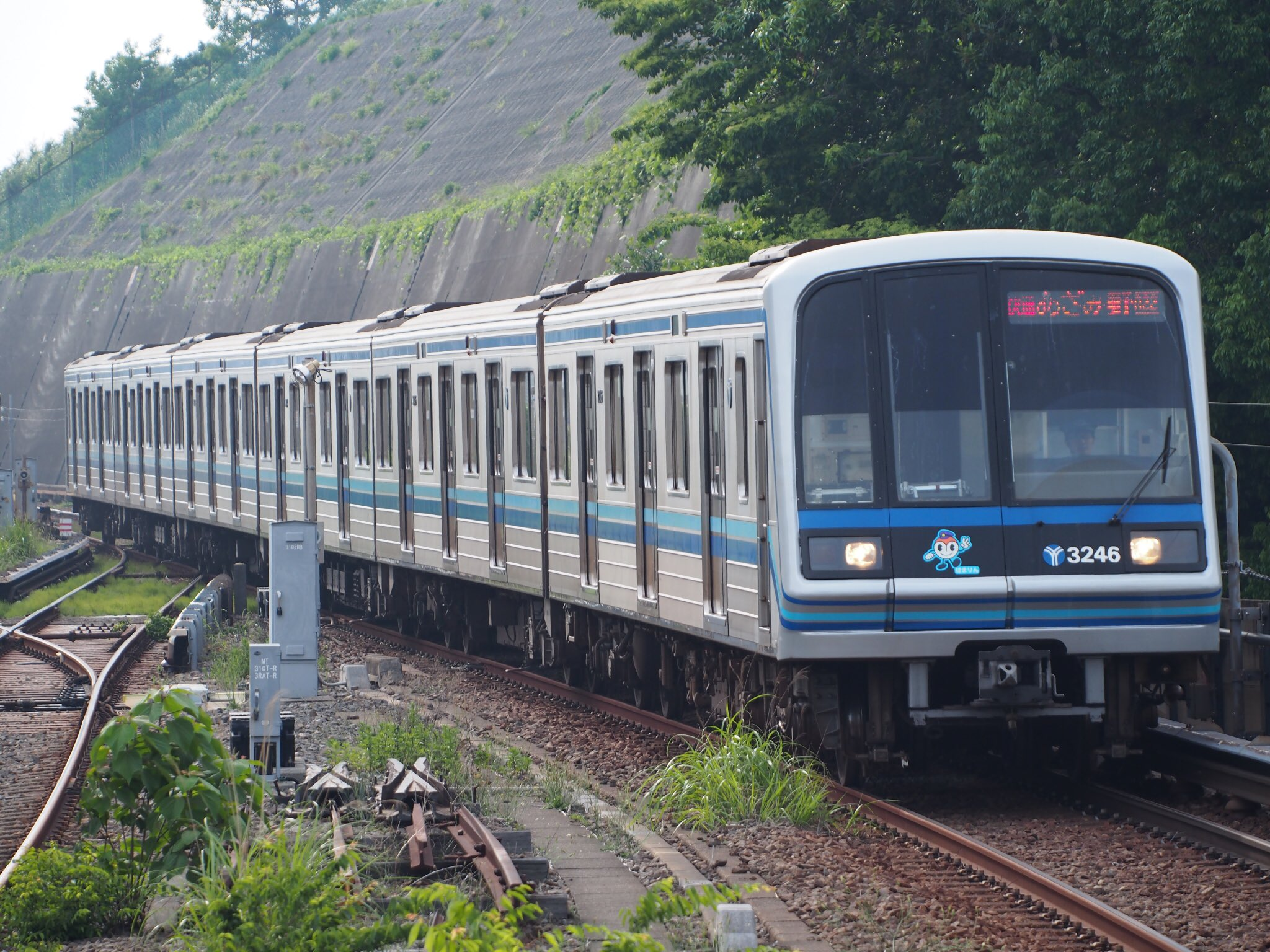
3000A形
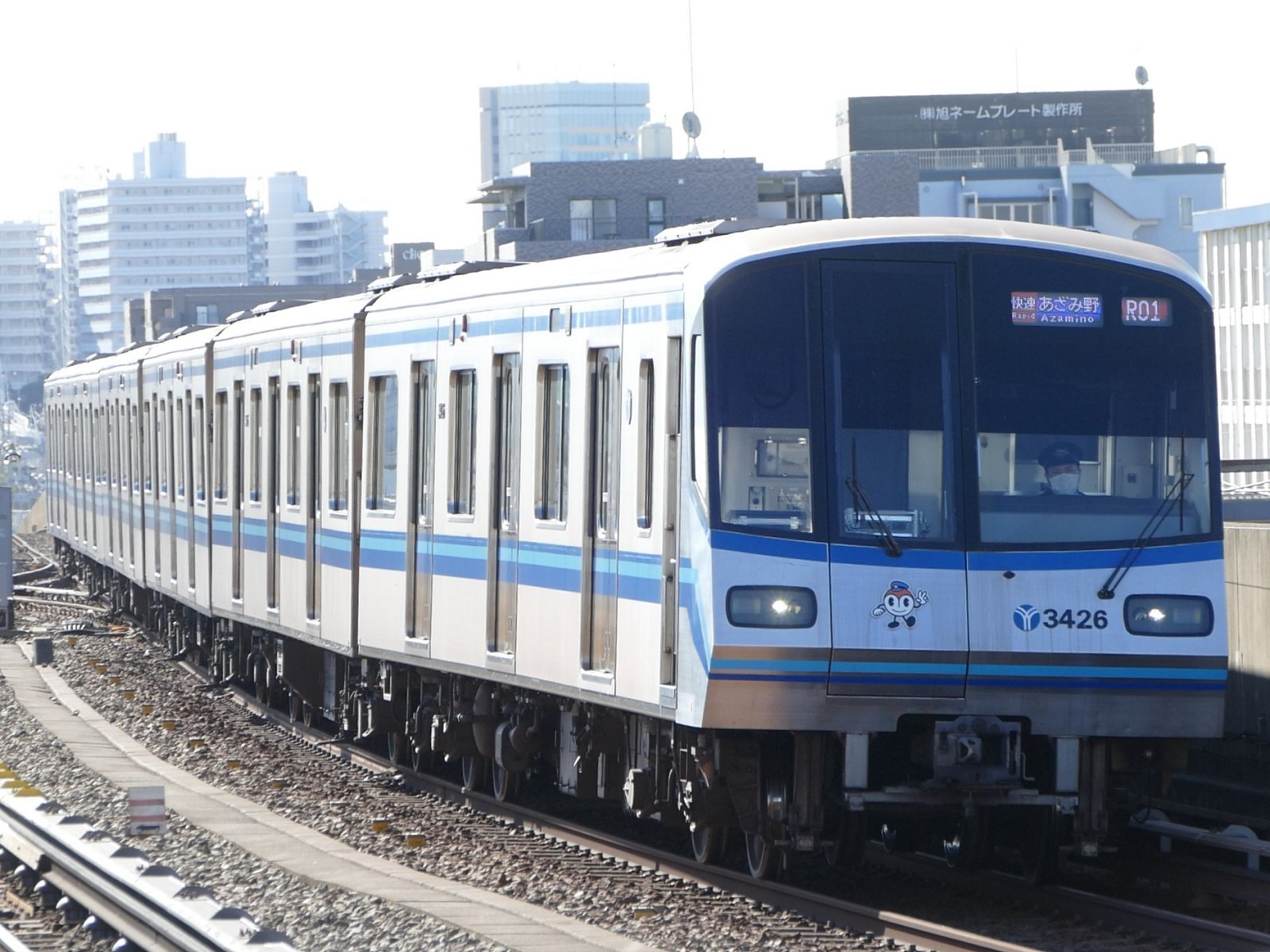
3000R形
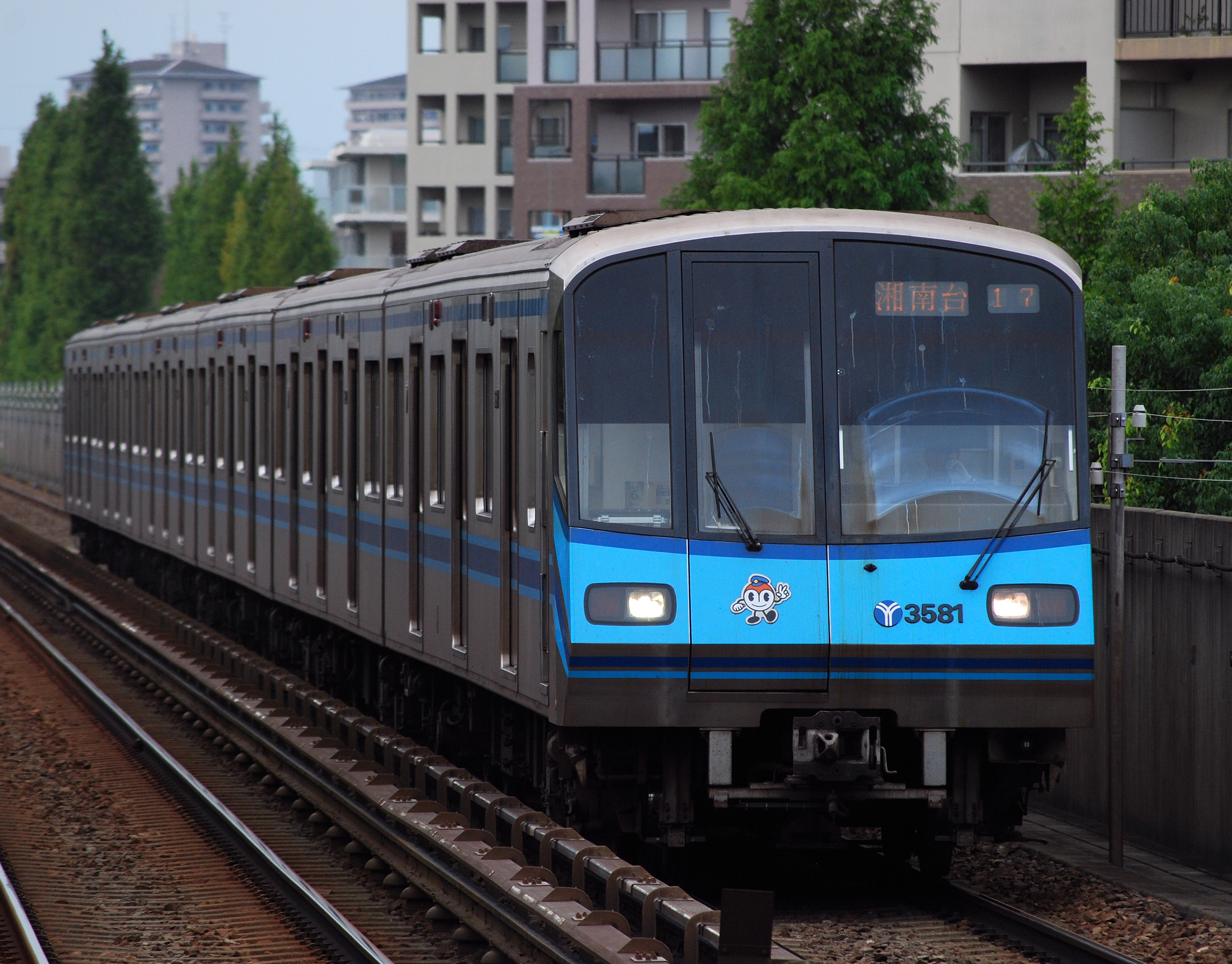
3000S形
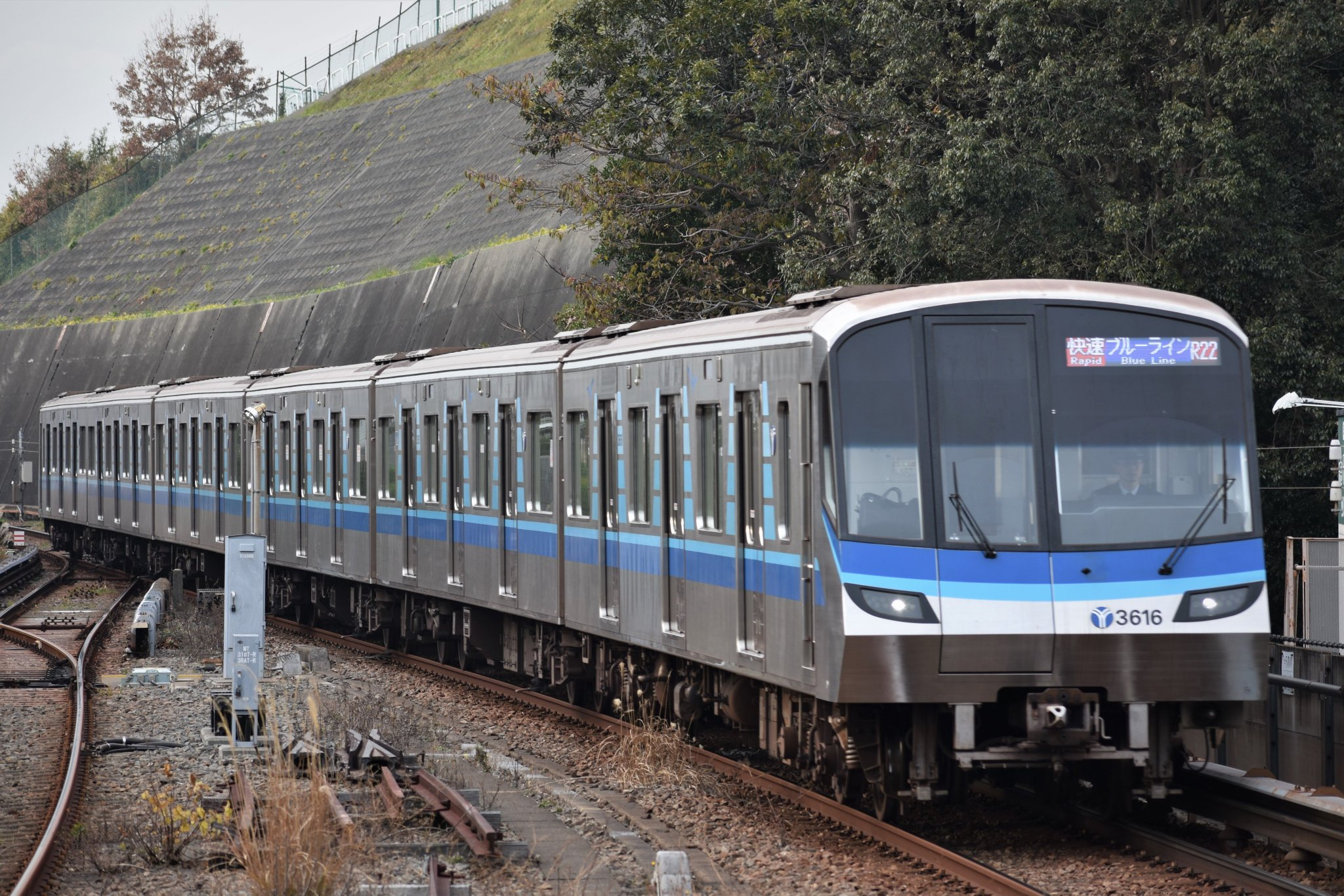
3000V形

- 4000型

### 過去車輛
- 1000形（日语：横浜市交通局1000形電車）
- 2000形（日语：横浜市交通局2000形電車）

1000形、2000形皆在2006年12月16日退役。

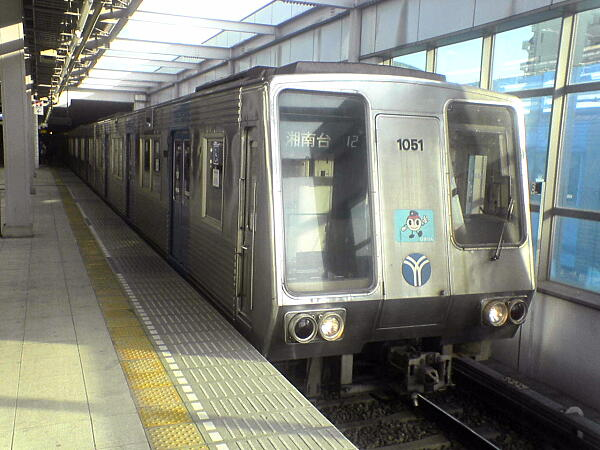
1000形 （2004年12月23日攝於中心北站）
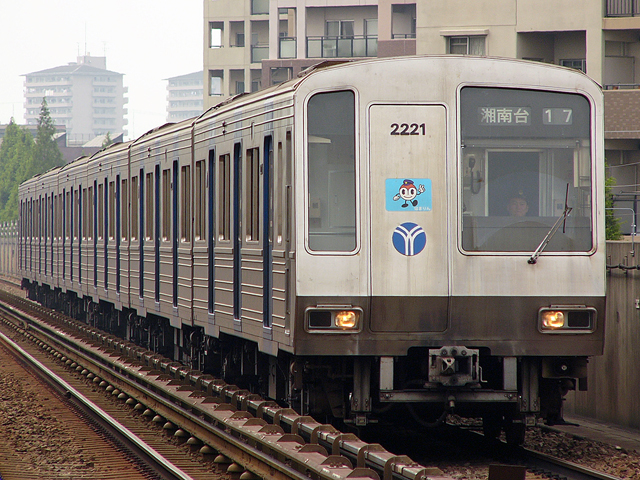
2000形 （攝於仲町台站）

## 車站列表
- 所有車站均位於神奈川縣內。此外，除湘南台外31個車站均位於橫濱市內。

| 正式路線名稱 | 車站編號                        | 中文站名            | 日文站名 | 英文站名 | 站間距離 | 累計距離  | 累計距離 | 快速 | 接續路線                                                | 地面/地下 | 所在地                          | 所在地     | 2002年世界杯應援國 |
| ------------ | ------------------------------- | ------------------- | -------- | -------- | -------- | --------- | -------- | --- | ------------------------------------------------------- | --------- | ------------------------------- | ---------- | ------------------ |
| 1號線        | B01                             | 湘南台              |          |          | -        |           | 0.0      | ● | 小田急電鐵： 江之島線（OE09） 相模鐵道： 泉野線（SO37） | 地底路段  | 藤澤市                          | 藤澤市     | 法國               |
| 1號線        | B02                             | 下飯田              |          |          | 1.6      | 1.6       | ●        | | 横滨市                                                  | 地底路段  | 泉區                            | 塞内加尔   |                    |
| 1號線        | B03                             | 立場                |          |          | 2.1      | 3.7       | ●        | | 横滨市                                                  | 地底路段  | 泉區                            | 乌拉圭     |                    |
| 1號線        | B04                             | 中田                |          |          | 1.1      | 4.8       | ●        | | 横滨市                                                  | 地底路段  | 泉區                            | 丹麥       |                    |
| 1號線        | B05                             | 場                  |          |          | 0.9      | 5.7       | ●        | | 横滨市                                                  | 地底路段  | 泉區                            | 西班牙     |                    |
| 1號線        | B06                             | 戶塚                |          |          | 1.7      | 7.4       | ●        | 東日本旅客鐵道： 東海道線（JT06）、 橫須賀·總武快速線（JO10）、 湘南新宿線（JS10） | 横滨市                                                  | 地底路段  | 戶塚區                          | 斯洛文尼亚 |                    |
| 1號線        | B07                             | 舞岡                |          |          | 1.6      | 9.0       | ｜       | | 横滨市                                                  | 地底路段  | 戶塚區                          | 巴拉圭     |                    |
| 1號線        | B08                             | 下永谷              |          |          | 0.7      | 9.7       | ｜       | | 横滨市                                                  | 地底路段  | 港南區                          | 南非       |                    |
| 1號線        | B09                             | 上永谷              |          |          | 1.3      | 11.0      | ●        | | 横滨市                                                  | 地面      | 港南區                          | 巴西       |                    |
| 1號線        | B10                             | 港南中央            |          |          | 1.7      | 12.7      | ｜       | | 横滨市                                                  | 地底路段  | 港南區                          | 土耳其     |                    |
| 1號線        | B11                             | 上大岡              |          |          | 1.1      | 13.8      | ●        | 京濱急行電鐵： 本線（KK44） | 横滨市                                                  | 地底路段  | 港南區                          | 中國       |                    |
| 1號線        | B12                             | 弘明寺              |          |          | 1.6      | 15.4      | ｜       | | 横滨市                                                  | 地底路段  | 南區                            | 哥斯达黎加 |                    |
| 1號線        | B13                             | 蒔田                |          |          | 1.1      | 16.5      | ｜       | | 横滨市                                                  | 地底路段  | 南區                            | 韓國       |                    |
| 1號線        | B14                             | 吉野町              |          |          | 1.1      | 17.6      | ｜       | | 横滨市                                                  | 地底路段  | 南區                            | 波兰       |                    |
| 1號線        | B15                             | 阪東橋              |          |          | 0.5      | 關內 起計 | 18.1     | ｜ | 横滨市                                                  | 地底路段  |                                 | 中區       | 美国               |
| 1號線        | B16                             | 伊勢佐木長者町      |          |          | 0.9      | 關內 起計 | 19.0     | ｜ | 横滨市                                                  | 地底路段  |                                 | 中區       | 葡萄牙             |
| 1號線        | B17                             | 關內 （List總部前） |          |          | 0.7      | 0.0       | 19.7     | ● | 横滨市                                                  | 地底路段  | 東日本旅客鐵道： 根岸線（JK10） | 中區       | 德国               |
| 3號線        | B17                             | 關內 （List總部前） |          |          | 0.7      | 0.0       | 19.7     | ● | 横滨市                                                  | 地底路段  | 東日本旅客鐵道： 根岸線（JK10） | 中區       | 德国               |
| B18          | 櫻木町 （縣民共濟廣場前）       |                     |          | 0.7      | 0.7      | 20.4      | ●        | 東日本旅客鐵道： 根岸線（JK11） | 横滨市                                                  | 地底路段  | 沙特阿拉伯                      | 中區       |                    |
| B19          | 高島町                          |                     |          | 1.2      | 1.9      | 21.6      | ｜       | | 横滨市                                                  | 地底路段  | 西區                            | 爱尔兰     |                    |
| B20          | 橫濱 （相鐵JOINUS前）           |                     |          | 0.9      | 2.8      | 22.5      | ●        | 東日本旅客鐵道： 東海道線（JT05）、 橫須賀·總武快速線（JO13）、 湘南新宿線（JS13）、 京濱東北線（JK12）、 根岸線、 橫濱線 東急電鐵： 東橫線（TY21） 京濱急行電鐵： 本線（KK37） 相模鐵道： 本線（SO01） 橫濱高速鐵道： 港未來線（MM01） | 横滨市                                                  | 地底路段  | 西區                            | 喀麦隆     |                    |
| B21          | 三澤下町                        |                     |          | 1.4      | 4.2      | 23.9      | ｜       | | 横滨市                                                  | 地底路段  | 神奈川區                        | 阿根廷     |                    |
| B22          | 三澤上町                        |                     |          | 0.9      | 5.1      | 24.8      | ｜       | | 横滨市                                                  | 地底路段  | 神奈川區                        | 尼日利亞   |                    |
| B23          | 片倉町                          |                     |          | 1.9      | 7.0      | 26.7      | ｜       | | 横滨市                                                  | 地底路段  | 神奈川區                        | 英格兰     |                    |
| B24          | 岸根公園                        |                     |          | 1.2      | 8.2      | 27.9      | ｜       | | 横滨市                                                  | 地底路段  | 港北區                          | 瑞典       |                    |
| B25          | 新橫濱 （BIC CAMERA新橫濱店前） |                     |          | 1.6      | 9.8      | 29.5      | ●        | 東海旅客鐵道： 東海道新幹線 東日本旅客鐵道： 橫濱線（JH16） | 横滨市                                                  | 地底路段  | 港北區                          | 意大利     |                    |
| B26          | 北新橫濱                        |                     |          | 1.3      | 11.1     | 30.8      | ｜       | | 横滨市                                                  | 地底路段  | 港北區                          | 厄瓜多尔   |                    |
| B27          | 新羽                            |                     |          | 1.0      | 12.1     | 31.8      | ●        | | 横滨市                                                  | 地面路段  | 港北區                          | 克罗地亚   |                    |
| B28          | 仲町台                          |                     |          | 2.3      | 14.4     | 34.1      | ●        | | 横滨市                                                  | 地面路段  | 都筑區                          | 墨西哥     |                    |
| B29          | 中心南                          |                     |          | 2.3      | 16.7     | 36.4      | ●        | 橫濱市營地下鐵： 綠線（G04） | 横滨市                                                  | 地面路段  | 都筑區                          | 日本       |                    |
| B30          | 中心北 （MOSAIC MALL港北前）    |                     |          | 0.9      | 17.6     | 37.3      | ●        | 橫濱市營地下鐵： 綠線（G05） | 横滨市                                                  | 地面路段  | 都筑區                          | 比利时     |                    |
| B31          | 中川 （東京都市大橫濱校園前）   |                     |          | 1.6      | 19.2     | 38.9      | ●        | | 横滨市                                                  | 地底路段  | 都筑區                          | 俄羅斯     |                    |
| B32          | 薊野                            |                     |          | 1.5      | 20.7     | 40.4      | ●        | 東急電鐵： 田園都市線（DT16） | 横滨市                                                  | 地底路段  | 青葉區                          | 突尼西亞   |                    |

1. ↑  踊場站的車站設施有部分位於戶塚區。
2. ↑  阪東橋站的月台與車站設施的一部分位於南區。

## 延伸計畫
藍線規劃從終點薊野站經青葉區薄野延伸至川崎市麻生區新百合丘站（現在此區間有東急巴士與小田急巴士的協定路線「新23」系統運行）。
延伸段規劃在中途新設三座車站（分別位於嶮山一帶、薄野一帶以及川崎市內）。薄野至新百合丘間規劃了三條路徑，分別是通過YONETY王禪寺附近的「東側路線」、通過王禪寺公園附近的「中央路線」、通過白山附近的「西側路線」，又以東側路線較具效益。
2000年運輸政策審議會答申第18號將薊野 - 薄野間列為2015年度以前開業路線，薄野 - 新百合丘間列為同年度以前整備動工路線。2016年的交通政策審議會「東京圈今後都市鐵道計畫」列為「因應地域成長充實鐵道網路專案」。
橫濱市在2014年度預算案納入藍線延伸研究費，開始進行相關研究。
2019年1月1日，媒體報導橫濱市將正式推動藍線延伸，同年1月23日與川崎市達成共識，雙方簽訂備忘錄。目標2030年通車。
雖然湘南台站沒有往西側延伸的計畫，但與藍線一樣止於湘南台站的相鐵泉野線有往平塚方向的延伸計畫。

## 其他
2016年起藍線從弘明寺站開始進行站名標等站內標示系統更新。

## 外部連結
- 横濱市交通局 （页面存档备份，存于）
  - 橫濱市營地下鐵 （页面存档备份，存于）